# WWF Over the Edge
Pour les articles homonymes, voir Over the Edge.
WWF Over the Edge était un pay per view de la World Wrestling Federation, qui s'est déroulé en 1998 et en 1999. Ce show a surtout marqué les catcheurs et les fans par le décès accidentel de Owen Hart en 1999 où lors de son entrée aérienne, il est tombé de plusieurs mètres sur le ring. La WWF avait pris la décision de poursuivre la représentation, décision très critiquée à l'époque et même encore maintenant.
Deux années plus tard, le PPV était retiré des ventes pour le respect de la mémoire d'Owen Hart bien que sa tragique arrivée sur le ring n'était pas diffusé. D'ailleurs, Over the Edge 1999 n'a jamais été officiellement sorti en VHS ou en DVD, bien que quelques copies de la diffusion télé soient disponibles sur les sites d'eBay ou de BitTorrent.

## Historique

### Over the Edge 1998
Over the Edge 1998 était le vingt-deuxième PPV In Your House et s'est déroulé le 31 mai 1998 au Wisconsin Center Arena de Milwaukee au Wisconsin.
| #                                                          | Résultats | Stipulations                                           | Durée |
| ---------------------------------------------------------- | --- | ------------------------------------------------------ | ----- |
| 1                                                          | L.O.D. 2000 (Hawk et Animal) (avec Sunny et Droz) battent D.O.A. (Skull et 8-Ball) (avec Chainz)                                                 | Tag team match                                         | 09:57 |
| 2                                                          | Jeff Jarrett (avec Tennessee Lee) avec Steve Blackman                                                                                            | Match simple                                           | 10:15 |
| 3                                                          | Marc Mero bat Sable | Match simple                                           | 00:20 |
| 4                                                          | Kaientai (Dick Togo, Men's Teioh, et Sho Funaki) battent TAKA Michinoku et Justin Bradshaw                                                       | match Handicap                                         | 09:52 |
| 5                                                          | The Rock (c) bat Faarooq | Match simple pour le WWF Intercontinental Championship | 05:07 |
| 6                                                          | Kane (avec Paul Bearer) bat Vader | Mask vs. Mask match                                    | 07:20 |
| 7                                                          | The Nation of Domination (Owen Hart, Kama Mustafa, et D'Lo Brown) battent D-Generation X (Triple H, Billy Gunn, et Road Dogg)                    | 6-Man Tag Team Match                                   | 18:33 |
| 8                                                          | "Stone Cold" Steve Austin (c) bat Dude Love (avec Vince McMahon en tant qu'arbitre spécial, avec Pat Patterson comme annonceur et Gerald Brisco) | Match simple pour le WWF Championship                  | 22:27 |
| (c) désigne le champion défendant son titre dans le match. | |                                                        |       |

### Over the Edge 1999
Over the Edge 1999 s'est déroulé le 23 mai 1999 au Kemper Arena de Kansas City, Missouri.
| #                                                          | Résultats | Stipulations                                      | Durée |
| ---------------------------------------------------------- | --- | ------------------------------------------------- | ----- |
| Sunday Night Heat match                                    | Meat bat Brian Christopher | Match simple                                      | N/A   |
| Sunday Night Heat match                                    | The Hardy Boyz bat Goldust et The Blue Meanie | Triple Threat match                               | N/A   |
| Sunday Night Heat match                                    | Vince McMahon vs Mideon | Match simple                                      | N/A   |
| 1                                                          | Kane et X-Pac (c) battent D'Lo Brown et Mark Henry (avec Ivory)                                                                                         | Tag team match pour le WWF Tag Team Championship. | 14:44 |
| 2                                                          | Al Snow (c) bat Hardcore Holly | Match simple pour le WWF Hardcore Championship    | 12:53 |
| 3                                                          | Val Venis et Nicole Bass battent Jeff Jarrett et Debra                                                                                                  | Tag team match                                    | 06:07 |
| 4                                                          | Mr. Ass bat Road Dogg | Match simple                                      | 11:14 |
| 5                                                          | The Union (Mankind, The Big Show, Test et Ken Shamrock) battent The Corporate Ministry (Viscera, The Big Boss Man et The Acolytes (Faarooq et Bradshaw) | 8-Man Elimination tag team match                  | 14:58 |
| 6                                                          | The Rock bat Triple H | Match simple                                      | 11:41 |
| 7                                                          | The Undertaker bat Steve Austin (c) (avec Shane McMahon en tant qu'arbitre spécial)                                                                     | Match simple pour le WWF Championship             | 22:58 |
| (c) désigne le champion défendant son titre dans le match. | |                                                   |       |